# 緒方のピンクナイトラジオ
『緒方のピンクナイトラジオ』（おがたのピンクナイトラジオ）とは、STVラジオで放送されたラジオ番組である。2005年10月放送開始、2007年4月1日放送終了。愛称は「オガピン」。

## 放送時間
- 毎週日曜日 23:30 - 24:00（日本標準時）

## パーソナリティ
- 緒方（ネットラジオパーソナリティ）
- アニコ

## コーナー
- メールがきたぜ
- ピンクナイト劇場
- ピンクの視線でぶった切る
- 私のダーリン・ハニー
- 緒方のおすすめ！はまりもの

## ポッドキャスト
2006年4月2日放送分から配信開始。リクエストなどはカットされていた。